# Вертольотоносець

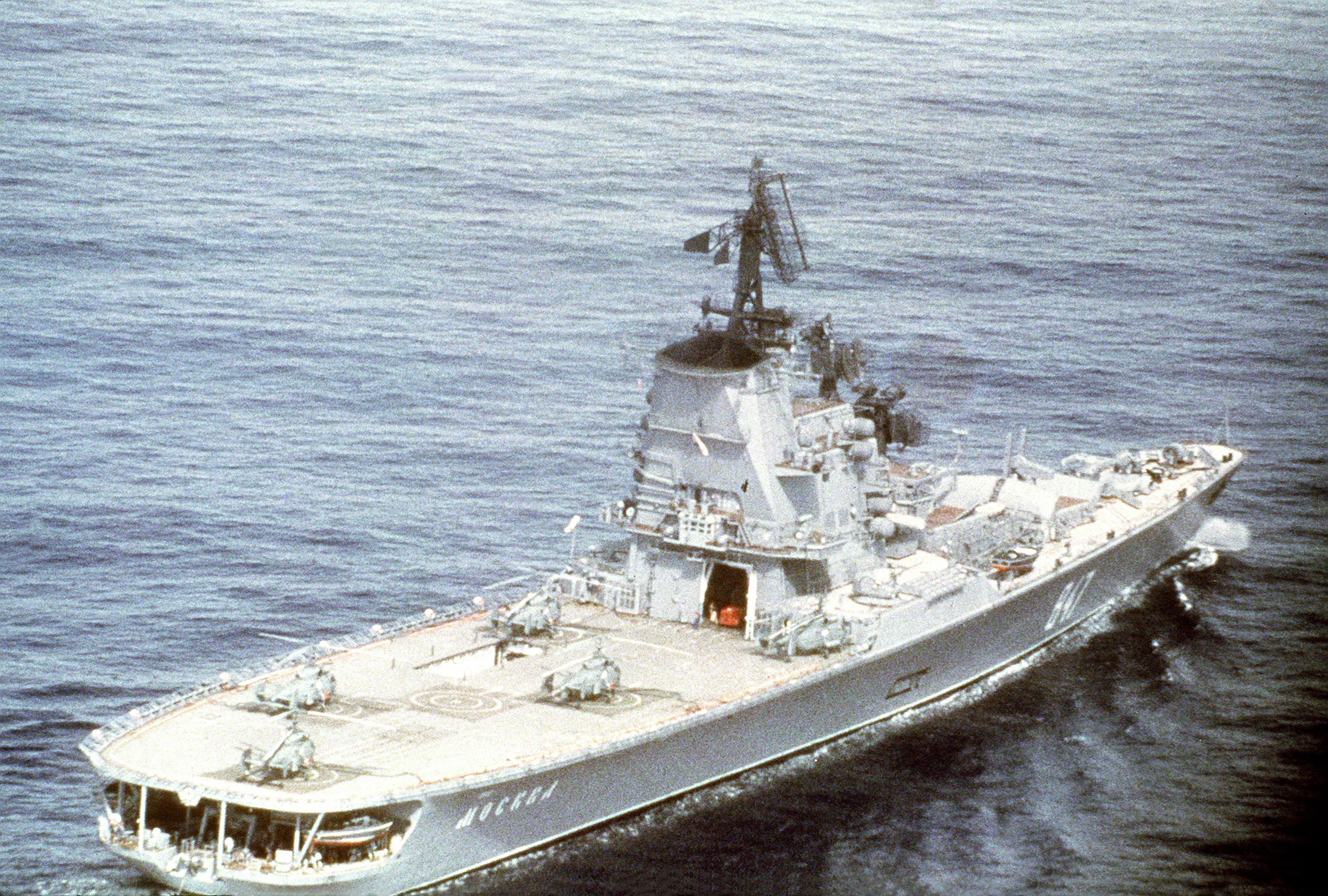
Вертольотоносець «Москва», спроєктований як протичовновий крейсер (підпалубний ангар уміщує 14 вертольотів)

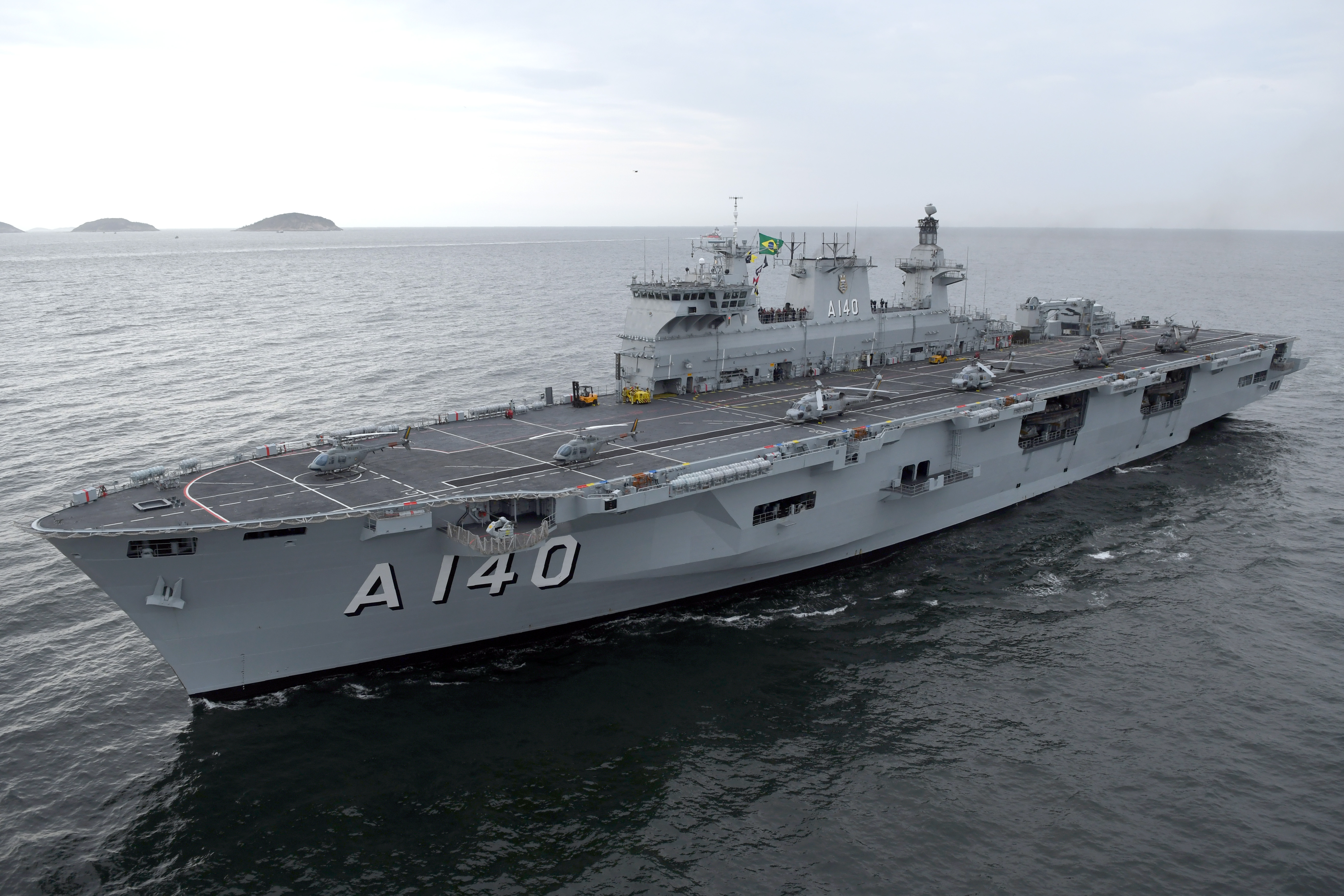
NAM Atlântico

Гелікоптероносець або Вертольотоно́сець — тип кораблів, різновид авіаносців, спеціально призначений для несення вертольотів, і тому не має катапульт, посадкових тросів і іншого устаткування для зльоту і посадки літаків. Як правило, одночасно є протичовновим, або десантним кораблем. Може мати в складі авіакрила кілька літаків з вертикальним або коротким зльотом.
Різновиди вертольотоносців:
- Універсальний десантний корабель
- Протичовновий авіаносець
- Протичовновий крейсер
- Крейсер-вертольотоносець

У СРСР вертольотоносці будувалися як протичовнові крейсери, було побудовано два вертольотоносні протичовнові крейсери проєкту 1123 «Кондор»: «Москва» й «Ленінград» В США більші десантні кораблі оснащені вертольотами для висадки й прикриття десанту.

## Протичовнові крейсери
Бурхливий розвиток підводних сил після Другої світової війни викликало необхідність посилення протичовнових сил. Особливе значення це набуло до початку 60-х рр., коли на бойове патрулювання стали виходити атомні підводні човни з балістичними ракетами. Одним зі шляхів розв'язання питання вважалося уведення в бойовий склад флотів спеціальних вертольотоносних кораблів здатних вести ефективний пошук підводних човнів на великій відстані від берега. США мали більше спеціалізованих протичовнових авіаносців і не мали потреби в будівництві спеціальних кораблів такого типу, тому крейсери-вертольотоносці з'явилися у флотах європейських країн і СРСР.

### Європейські крейсери-вертольотоносці
Першим кораблем — протичовновим вертольотоносцем став французький крейсер «Жанна д'Арк», що вступив у лад в 1964 р. і здатний також діяти як десантний вертольотоносець і навчальний корабель. У тому ж році Італійський флот одержав два крейсери типу «Андреа Доріа», а пізніше їхню збільшену версію «Вітторіо Венето». Останній міг приймати на борт до 9 протичовнових вертольотів. Британський флот в 1964-69 р. переобладнав три чисто артилерійських крейсери типу «Tiger» у крейсери-вертольотоносці, що приймали 4 вертольоти. Оцінка цього типу кораблів виявилася настільки висока, що й майбутні легкі авіаносці типу «Invincible» спочатку теж повинні були стати крейсерами-вертольотоносцями. Зміна їх призначення була пов'язана з появою британського літака вертикального злету та приземлення Hawker Siddeley Harrier.

### Радянські крейсери-вертольотоносці
Перші пропозиції по будівництву крейсерів-вертольотоносців були висунуті в 1958 р. як спроба врятувати від перероблення на металобрухт майже готових крейсерів проєкту 68-біс за рахунок їхньої перебудови в кораблі із протичовновим озброєнням. Однак розміри крейсерів здалися тоді командуванню ВМФ надмірними й розробка проєкту 1123 «Кондор» почалася в 1960 р. з «чистого аркуша». Перший крейсер проєкту «Москва» вступив у лад в 1967 р. і виявився досить ефективним для цілей ПЧО завдяки наявності 14 протичовнових вертольотів і потужної ГАС. Другий крейсер «Ленінград» увійшов до складу флоту через два роки. Всю свою службу кораблі провели в складі Чорноморського флоту, діючи звичайно в акваторії Середземного моря. Спочатку передбачалося побудувати серію з 12 крейсерів даного типу, але різкий ріст бойових можливостей атомних ракетних ПЧ, особливо в плані дальності стрільби балістичними ракетами змусив обмежитися двома кораблями. Будівництво третього крейсера проєкту 1123 було скасовано в 1968 р. ще до закладки. Проте, «Кондори» зіграли важливу роль у розвитку радянських авіаносних кораблів.